# Vilayet di Bitlis
Il vilayet di Bitlis (in turco: Vilâyet-i Bitlis), fu un vilayet dell'Impero ottomano nell'area corrispondente all'attuale Turchia.

## Storia
Dopo le riforme amministrative del 1864, per oltre un decennio, l'area che sarebbe poi divenuta il vilayet di Bitlis venne compresa nell'eyalet di Erzurum. Nel 1875 l'area venne suddivisa e ne venne derivato un vilayet a parte. Il sanjak di Siirt venne aggiunto al vilayet di Bitlis nel 1883-84.

## Geografia antropica

### Suddivisioni amministrative
I sanjak del vilayet di Bitlis nel XIX secolo erano:
1. sanjak di Bitlis
2. sanjak di Mush
3. sanjak di Siird
4. sanjak di Genç

## Composizione della popolazione
| Provenienza della popolazione residente (dati del 1914)) |         |
| Musulmani                                                | 309.999 |
| Armeni                                                   | 117.492 |